# شیم اون-جونگ
شیم اون-جونگ (انگلیسی: Shim Eun-jung؛ زادهٔ ۸ ژوئن ۱۹۷۱) بدمینتون‌باز اهل کره جنوبی است.